# Grande Prêmio dos Países Baixos de 1961
Resultados do Grande Prêmio dos Países Baixos de Fórmula 1 realizado em Zandvoort em 22 de maio de 1961. Segunda etapa da temporada e ocorrido numa segunda-feira, nele Wolfgang von Trips conquistou a primeira vitória alemã na categoria.

## Resumo
Tendo lugar oito dias após o Grande Prêmio de Mônaco, não houve tempo para que Innes Ireland se recuperasse das lesões sofridas na prova anterior e por isso foi convocado Trevor Taylor. A primeira fila coube ao trio da Ferrari e na largada Von Trips saiu à frente e liderou todas as voltas até a vitória. Phil Hill esteve numa sólida segunda posição até ser ameaçado por Jim Clark. Os dois se alternaram frequentemente com a Ferrari mais rápida nas retas e a Lotus mais veloz nas curvas. Isso continuou até cerca de 20 voltas do final, quando a tocada de Clark permitiu que a Ferrari se distanciasse. O quarto lugar também resultou numa batalha muito disputada entre Stirling Moss e Richie Ginther, não obstante o mau começo de ambos, até Moss ultrapassar Ginther na última volta. A corrida também foi histórica  pois nenhum piloto recorreu aos pit stops ou abandonou o grande prêmio.

## Classificação da prova
| Pos. | Nº | Piloto                  | Construtor    | Voltas | Tempo/Diferença   | Grid | Pontos |
| ---- | -- | ----------------------- | ------------- | ------ | ----------------- | ---- | ------ |
| 1    | 3  | Wolfgang von Trips      | Ferrari       | 75     | 2:01:52.1         | 2    | 9      |
| 2    | 1  | Phil Hill               | Ferrari       | 75     | + 0.9             | 1    | 6      |
| 3    | 15 | Jim Clark               | Lotus-Climax  | 75     | + 13.1            | 11   | 4      |
| 4    | 14 | Stirling Moss           | Lotus-Climax  | 75     | + 22.2            | 4    | 3      |
| 5    | 2  | Richie Ginther          | Ferrari       | 75     | + 22.3            | 3    | 2      |
| 6    | 10 | Jack Brabham            | Cooper-Climax | 75     | + 1:20.1          | 7    | 1      |
| 7    | 12 | John Surtees            | Cooper-Climax | 75     | + 1:26.7          | 9    |        |
| 8    | 4  | Graham Hill             | BRM-Climax    | 75     | + 1:29.8          | 5    |        |
| 9    | 5  | Tony Brooks             | BRM-Climax    | 74     | + 1 volta         | 8    |        |
| 10   | 7  | Dan Gurney              | Porsche       | 74     | + 1 volta         | 6    |        |
| 11   | 6  | Jo Bonnier              | Porsche       | 73     | + 2 voltas        | 12   |        |
| 12   | 11 | Bruce McLaren           | Cooper-Climax | 73     | + 2 voltas        | 14   |        |
| 13   | 16 | Trevor Taylor           | Lotus-Climax  | 73     | + 2 voltas        | 16   |        |
| 14   | 8  | Carel Godin de Beaufort | Porsche       | 72     | + 3 voltas        | 17   |        |
| 15   | 9  | Hans Herrmann           | Porsche       | 72     | + 3 voltas        | 13   |        |
| DNS  | 17 | Masten Gregory          | Cooper-Climax |        | Inscrição reserva |      |        |
| DNS  | 18 | Ian Burgess             | Lotus-Climax  |        | Inscrição reserva |      |        |

## Tabela do campeonato após a corrida
| Pos. | Piloto             | Pontos |
| ---- | ------------------ | ------ |
| 1    | Stirling Moss      | 12     |
| 2    | Wolfgang von Trips | 12     |
| 3    | Phil Hill          | 10     |
| 4    | Richie Ginther     | 8      |
| 5    | Jim Clark          | 4      |

| Pos. | Construtor    | Pontos |
| ---- | ------------- | ------ |
| 1    | Ferrari       | 14     |
| 2    | Lotus-Climax  | 12     |
| 3    | Porsche       | 2      |
| 4    | Cooper-Climax | 2      |

- Nota: Somente as primeiras cinco posições estão listadas. Em 1961 apenas os cinco melhores resultados, dentre pilotos ou equipes, eram computados visando o título. Neste ponto esclarecemos: conforme o site oficial da Fórmula 1, o vencedor dentre os pilotos recebia nove pontos, mas na seara dos construtores tal escore era de oito pontos e na tabela figurava somente o melhor colocado dentre os carros de um time.